# Vihardagály

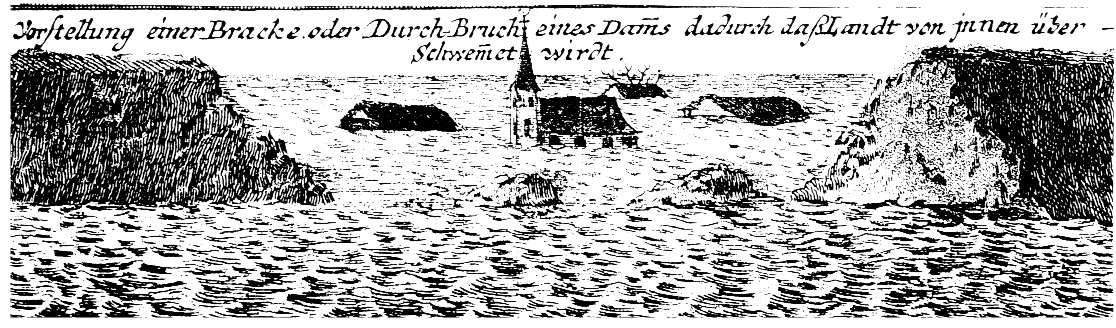
Az 1717-es karácsonyi vihardagályt ábrázoló német rajz

A vihardagály a tenger felől érkező erős szél és a dagály egybeesése idején jön létre, ilyenkor a vízszint több méterrel haladhatja meg a maximális dagályszintet.

## Keletkezés
A vihardagályt két természeti jelenség egyidejű jelentkezése válja ki. Kialakulásához szükséges a tenger felől érkező viharos erejű szél, illetve az ezzel egy időben bekövetkező dagály. A szél ereje a partvonal felé áramló tengervizet a szárazföld belsejébe szorítja fel, a beáramló víz visszaduzzasztja a folyók vízszintjét, ezért a vihardagály jelenséget a szárazföld belsejében lévő területeken is észlelni lehet.
A vihardagályok elsősorban a téli félévhez köthetők. Különösen súlyos vihardagályok jöhetnek létre, amikor a jelenség a folyókon levonuló árhullámmal egy időben keletkezik.

## Hatásai
A vihardagály hatásai:
- A partvonal rombolása

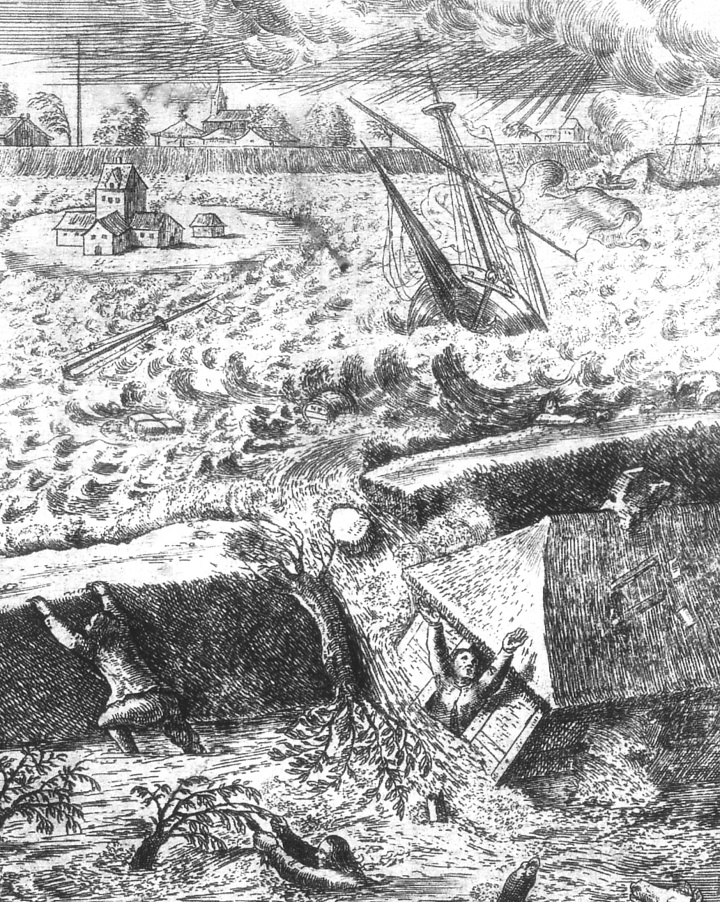
Vihardagály gátszakadással

- Hatalmas tengeröblök képződése (pl.: Dollart és Jade)
- A partról elragadott anyag szétterítése a wattokon
- Parti síkságok elöntése, lakott és művelt területek pusztítása
- Sós tengervíz beáramlása a szárazföld belsejébe, ennek következtében a növényzet pusztulása
- Vízfolyások medrének megváltoztatása

## Híres vihardagályok
- 1164. február 17. – Júlia-ár, a Jade-öböl keletkezése, 20 000 halott
- 1228 – Körülbelül 100 000 áldozat Frízföldön és Hollandiában
- 1362 – A második Marcel-dagály, 100 000 áldozat a Dollart keletkezésekor. Az áradat a legmagasabb gátak szintjénél 2 méterrel magasabban öntötte el az Északi-tenger partvidékét.
- 1511 – Antonius-dagály, a Weser torkolatának ideiglenes áthelyeződése a Jade torkolatába
- 1570. november 1–2. – Mindenszentek-vihardagály(wd) - a 20. század előtt a legsúlyosabb északi-tengeri ilyen katasztrófa, becslések szerint mintegy 25 000 ember halálát okozta az Északi-tenger partján Calais-től Norvégiáig, a legsúlyosabb károkat Hollandiában okozva.
- 1642 – 300 000 halott a kínai partvidéken.
- 1717. december 24-25. – A Karácsonyi-dagály (a fenti képen) 12 000 halott az Északi-tenger partvidékén
- 1953. február 1. – 1953. évi északi-tengeri árvíz(wd) az Egyesült Királyságban, Belgiumban és Hollandiában. A katasztrófa következtében összesen 2167 ember vesztette életét, a legtöbben, 1835-en, Hollandiában haltak meg.
- 1962. február 16-17. – A hamburgi szökőár 340 halálos áldozatot követel Hamburgban és az Elba vidékén. Az Elba gátrendszerét 61 helyen törte át a normális vízszintnél 5,7 méterrel magasabb dagály.